# Церковь Жён-Мироносиц (Калуга)
Церковь Жён-Мироносиц — приходской православный храм в городе Калуге, находится на улице Кирова. Относится к Калужской епархии Русской православной церкви. Построен в 1798—1804 годах по проекту архитектора Ивана Ясныгина.

## История
Первая деревянная церковь Жён-Мироносиц была построена в Ямской слободе в 1698 году на средства прихожан. По преданию она посвящена Мироносицам, поскольку прихожане-ямщики совершали в этот день молебен по случаю выгона скота на пастбища. В этот же день в слободе проходила ярмарка, главным образом конская (ярмарка перенесена от церкви к Крестовскому монастырю только в 1830-х годах). В 1767 году церковь почти со всею утварью сгорела. На её месте была построена на пожертвования небольшая однопрестольная каменная церковь, в виде одноэтажного продолговатого дома, округлённого с восточной стороны. При ней была маленькая каменная колокольня в виде остроконечной башенки высотой 10 сажен.
Когда начал реализовываться план единой застройки (1778 год), Мироносицкая церковь, бывшая ранее за северной чертою города, вошла в его пределы. Поскольку Ямскую слободу переселили на вновь положенную Московскую дорогу, около церкви стали селиться разночинцы и посадские люди. Каменное здание оказалось непрочным в фундаменте, отчего в стенах и своде возникли трещины. Поэтому сначала было решено перенести церковь на Успенское кладбище, приписав её приход к Успенской церкви. Однако по плану города церковь должна была остаться на месте, чтобы вместе с Предтеченской отмечать границы площади Новый торг.
16 марта 1798 года от алтаря прежней церкви была начата постройка нового здания по плану губернского архитектора Ивана Ясныгина. Трапезная была готова и покрыта тёсом уже в 1799 году. К июлю 1800 года в неё перенесли иконостас и утварь из прежней церкви и устроили придел во имя Казанской иконы Божией Матери, которая была спасена при пожаре 1767 году. Старое здание было разобрано и использовано в качестве материала для нового. Церковь была построена и украшена внешней отделкой в 1804 году. Второй придел во имя Сретения устроен и освящён в 1809 году. Храмовая икона этого придела была написана во время чумы в 1771 году и поставлена в Мироносицкую церковь, поскольку та была крайней в городе по направлению к Москве. Новое здание было освящено 15 апреля 1815 года епископом Евгением. С 1818 года начата постройка новой колокольни по плану губернского архитектора Соколова (в других источниках Ф. П. Старикова или Старичкова). Из-за слабости грунта в её основание было вбито около 700 свай и положено 50 саженей камня. В 1820 году был окончен нижний ярус колокольни, второй ярус построен в 1830 году, а основные строительные работы завершены в 1833 году под руководством архитектора П. И. Гусева. Купол и железный шпиль с вызолоченными украшениями поставлены в 1842 году. В этом же году были сделаны архитектурные украшения трапезы, карнизы и фронтоны — все из белого камня. В 1851 году была сооружена западная паперть, на месте которой был проезд, и поставлена и каменная ограда с железными решётками. Одновременно с внешними работами шла внутренняя отделка храма. В 1823 году был вызолочен иконостас, в который перешло несколько икон из старой церкви. В 1828 году была расписана трапезная; в 1836 году в Казанском приделе был устроен новый иконостас, а старый перенесён в часовню.
Храм был закрыт в 1930 году и далее использовался под складские помещения. С 1942 года колокольня служила водонапорной башней, для чего внутри неё был смонтирован металлический бак вместимостью около 500 тонн воды. Чтобы конструкция выдержала, арки колокольни были заложены кирпичом. В 1990 году храм был возвращён церкви.